# Botmorfogenetisch proteïne

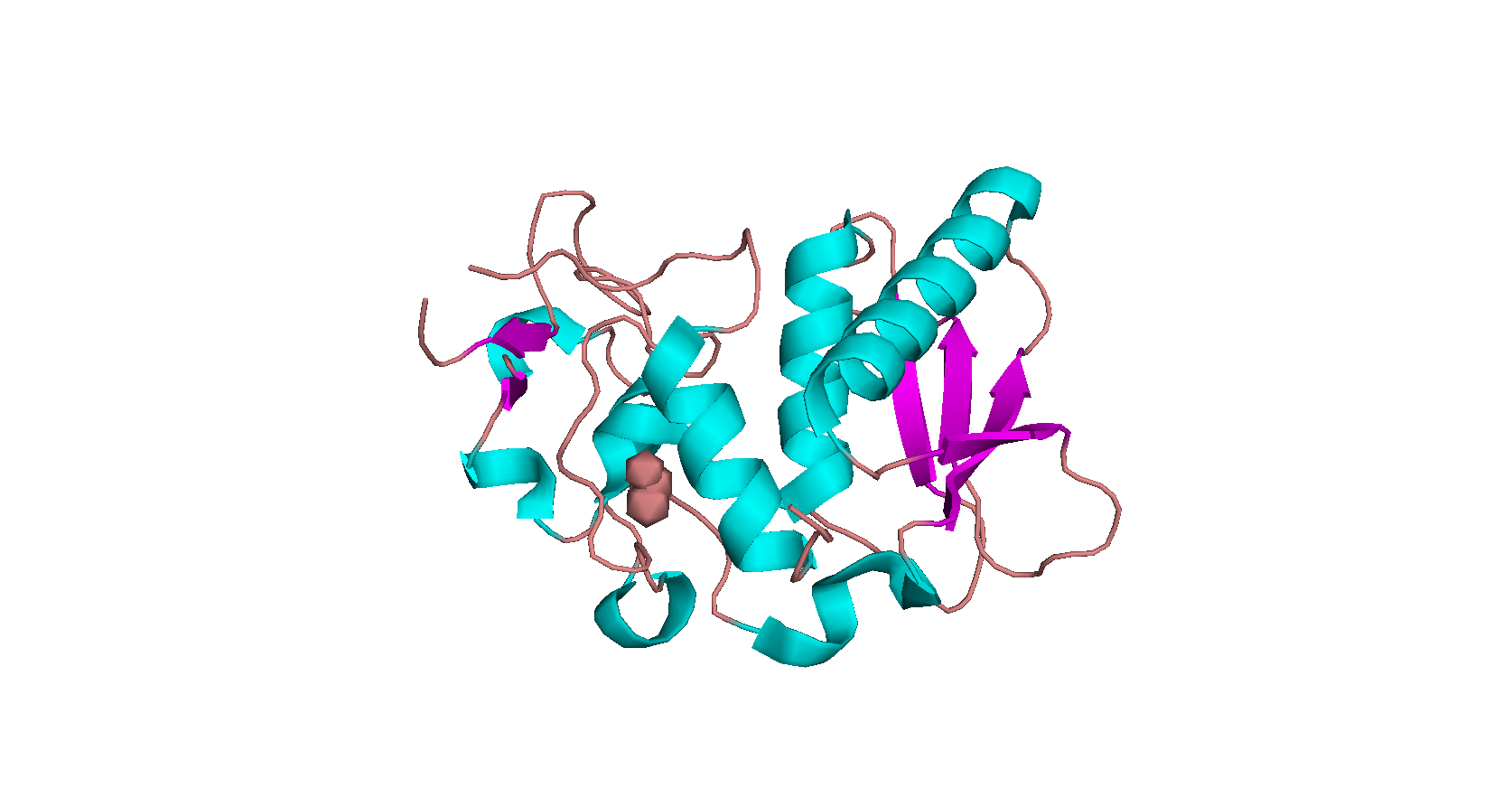
BMP1

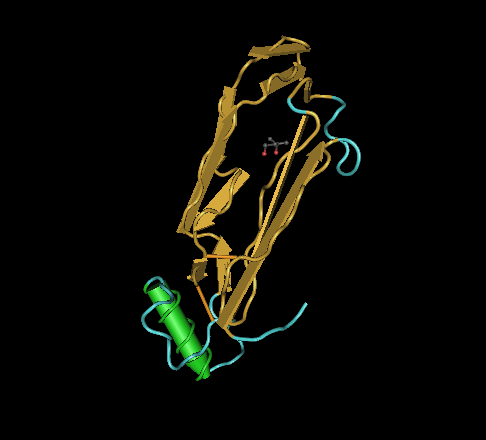
BMP2

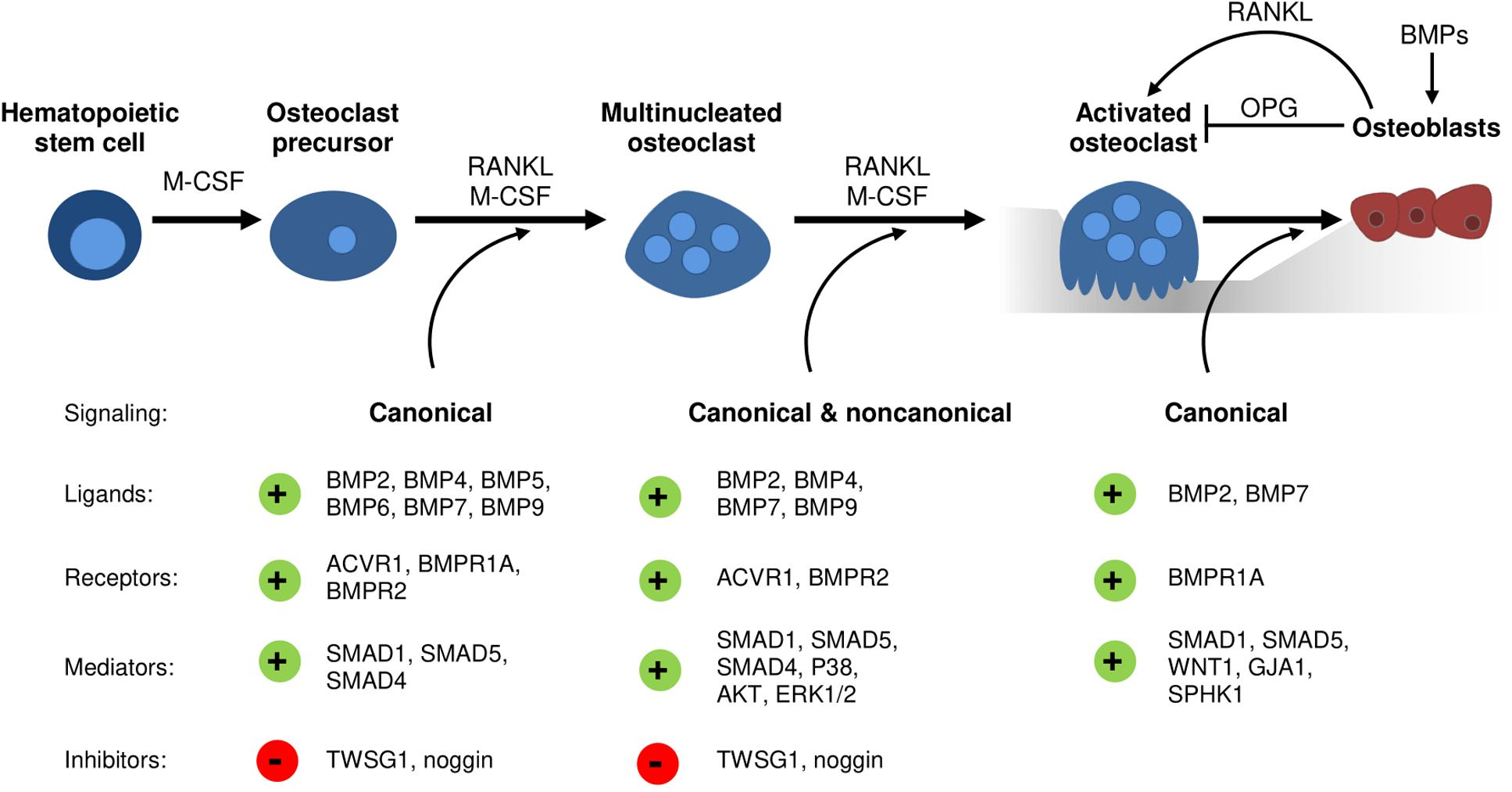
De rol van BMP-signalering tijdens osteoclastogenese en osteoblast-osteoclastkoppeling. Verschillende afzonderlijke BMP-liganden, BMP-receptoren, BMP-remmers en downstream-mediatoren reguleren osteoclastdifferentiatie, -fusie en -resorptieactiviteit, evenals osteoblast-osteoclastkoppeling.

De botmorfogenetische proteïnen (BMP's) zijn een groep vergelijkbare signaaleiwitten die door dierlijke cellen worden vrijgegeven om naburige cellen te beïnvloeden, de zogenaamde cytokines. De BMP's maken deel uit van de TGF-β-signaleringsroute, een van de fundamentele signaalsystemen voor communicatie tussen cellen. De BMP's zijn ook bekend als paracriene signaalmoleculen.
De BMP's en de bijbehorende TGF-β-signaalroute worden in vergelijkbare vormen aangetroffen in uiteenlopende organismen als mensen, de bananenvlieg (een Drosophila), de zebravis of de rondworm (aaltje) Caenorhabditis elegans, evenals in vele andere dieren die tot nu toe zijn bestudeerd. Alleen de naam varieert en bij Drosophila heet het dipeptidylpeptidase (DPP). De TGF-β-signaalroute speelt een belangrijke rol in veel ontwikkelingsfasen van al deze organismen. Deze signaalroute regelt bijvoorbeeld in de vroege ontwikkeling van het bananenvliegembryo de verdeling van het lichaam in de buik- en rughelften.
De belangrijke werking van BMP-signalen in de fysiologie wordt benadrukt door de veelheid aan rollen voor ontregelde BMP-signalering in pathologische processen. Kankers omvatten vaak een verkeerde regulatie van het BMP-signaleringssysteem. Afwezigheid van BMP-signalering is bijvoorbeeld een belangrijke factor in de progressie van darmkanker.Omgekeerd veroorzaakt overactivering van BMP-signalering gevolgd door reflux-geïnduceerde ontsteking van de slokdarm en Barrettoesofagus. Bij een barrettoesofagus met het type intestinale metaplasie is het risico op dysplasie, en daardoor op slokdarmkanker in de vorm van een adenocarcinoom, verhoogd.
Recombinante humane BMP's (rhBMP's) worden gebruikt in orthopedische toepassingen zoals spondylodese, bij het niet genezen van een botbreuk en kaakchirurgie. rhBMP-2 en rhBMP-7 zijn door de Food and Drug Administration (FDA) goedgekeurd voor bepaalde toepassingen. rhBMP-2 veroorzaakt meer botwoekering dan alle andere BMP's en wordt veel off-label gebruikt.
De genen die voor BMP's bij mensen coderen zijn: BMP1 (botmorfogenetisch proteïne 1), BMP2, BMP3, BMP-3B, BMP4, BMP5, BMP6, BMP7, BMP8a, BMP8b, BMP10, BMP11, BMP15.

## Functie
BMP's werken samen met specifieke receptoren op het celoppervlak, botmorfogenetische proteïnereceptoren (BMPR's) genoemd.
Signaaltransductie via BMPR's resulteert in mobilisatie van leden van de SMAD-familie van eiwitten. De signaalpaden waarbij BMP's, BMPR's en SMAD's betrokken zijn, zijn belangrijk bij de ontwikkeling van het hart, het centrale zenuwstelsel en het kraakbeen, evenals bij de ontwikkeling van het bot na de geboorte.
Ze spelen een belangrijke rol tijdens de embryonale ontwikkeling bij de embryonale patroonvorming en vroege skeletvorming. Als zodanig kan verstoring van BMP-signalering het lichaamsplan van het zich ontwikkelende embryo beïnvloeden. BMP4 en zijn remmers noggin en chordin helpen bijvoorbeeld bij het reguleren van de polariteit van het embryo (d.w.z. patroonvorming van achteren naar voren). Specifiek spelen BMP4 en zijn remmers een belangrijke rol bij de neurulatie en de ontwikkeling van de neurale plaat. BMP4 geeft ectodermcellen signalen om zich te ontwikkelen tot huidcellen, maar de secretie van remmers door het onderliggende mesoderm blokkeert de werking van BMP4 bij het voortzetten van de neurale celontwikkeling door het ectoderm. Bovendien geeft secretie van BMP's door de alarplaat (alar lamina) van de neurale buis in het ontwikkelende ruggenmerg aanleiding tot dorsale sensorische interneuronen.
Als lid van de superfamilie van TGF-β (transforming growth factor β) reguleert BMP-signalering een verscheidenheid aan embryonale patronen tijdens de foetale en embryonale ontwikkeling. BMP-signalering controleert bijvoorbeeld de vroege vorming van de gang van Müller, een buisvormige structuur in het vroege embryonale ontwikkelingsstadium die uiteindelijk vrouwelijke voortplantingsorganen wordt. Chemische remmende BMP-signalen in kippenembryo's veroorzaakten een verstoring van de instulping van de gang van Müller en blokkeerden de epitheliale verdikking van de gang van Müller-vormende regio, wat aangeeft dat de BMP-signalen een rol spelen in de vroege ontwikkeling van de gang van Müller. Moreover, BMP signaling is involved in the formation of foregut and hindgut,  Bovendien is BMP-signalering betrokken bij de vorming van de voor- en achterdarm, de patroonvorming van darmvlokken en endocardiale differentiatie. Darmvlokken dragen bij aan het vergroten van de effectieve absorptie van voedingsstoffen door het vergroten van het oppervlak in de dunne darm. Het winnen of verliezen van de functie van BMP-signalering veranderde de patroonvorming van clusters en de vorming van darmvlokken in het darmmodel van muizen. BMP-signaal afkomstig van hartspierweefsel is ook betrokken bij endocardiale differentiatie tijdens de ontwikkeling van het hart. Geremd BMP-signaal in zebravis-embryonaal model veroorzaakte een sterke reductie van endocardiale differentiatie, maar had slechts weinig effect op de ontwikkeling van hartspierweefsel.  Bovendien is Notch-Wnt-Bmp-wederzijdse beïnvloeding vereist voor radiale patroonvorming tijdens de ontwikkeling van het slakkenhuis van muizen via een antagoniserende manier.
Mutaties in BMP's en hun remmers worden geassocieerd met een aantal aandoeningen die het menselijk skelet aantasten.
Verschillende BMP's worden ook 'kraakbeen-afkomstige morfogenetische proteïnen' (CDMP's) genoemd, terwijl andere 'groei differentiatie factoren' (GDF's) worden genoemd.
BMP's zijn ook betrokken bij de vorming van vetweefsel en de functionele regulatie van vetweefsel. BMP4 bevordert de vorming van wit vetweefsel, terwijl BMP7 de functionaliteit van bruin vetweefsel activeert; BMP-remmers zijn ook betrokken bij deze regulatie.

## Typen
Oorspronkelijk werden er zeven verschillende botmorfogenetische proteïnen ontdekt. Hiervan behoren er zes (BMP2 tot en met BMP7) tot de TGF-β-superfamilie van proteïnen. BMP1 is een metalloprotease. Sindsdien zijn er nog dertien BMP's ontdekt, die allemaal tot de TGF-β-familie behoren, waarmee het totaal op twintig komt. De huidige nomenclatuur erkent er maar 13, aangezien veel anderen in plaats daarvan onder de naamgeving van de groeidifferentiatie factoren (GDF's) vallen.
| BMP   | Bekende functies | Locus van het gen                 |
| ----- | --- | --------------------------------- |
| BMP1  | *BMP1 behoort niet tot de TGF-β-familie van proteïnen. Het is een metalloprotease die inwerkt op procollageen I, II en III. Het is betrokken bij de ontwikkeling van kraakbeen.                                                          | Chromosoom 8; Locatie: 8p21       |
| BMP2  | Werkt als een disulfide-gebonden homodimeer en induceert de vorming van bot en kraakbeen. Het is een kandidaat als retinoïde-mediator. Speelt een sleutelrol in osteoblast-differentiatie.                                               | Chromosoom 20; Locatie: 20p12     |
| BMP3  | Induceert botvorming. BMP3 staat ook bekend als osteogenine. | Chromosoom 14; Locatie: 14p22     |
| BMP4  | Reguleert de vorming van tanden, ledematen en bot vanuit het mesoderm. Het speelt ook een rol bij het herstellen van botbreuken, de vorming van de opperhuid, de vorming van de dorso-ventrale as en de ontwikkeling van de eierstokken. | Chromosoom 14; Locatie: 14q22-q23 |
| BMP5  | Vervult functies bij de ontwikkeling van kraakbeen. | Chromosoom 6; Locatie: 6p12.1     |
| BMP6  | Speelt een rol in de integriteit van gewrichten bij volwassenen. Controleert de ijzerhomeostase via regulatie van hepcidine. | Chromosoom 6; Locatie: 6p12.1     |
| BMP7  | Speelt een sleutelrol in de differentiatie van een osteoblast. Het induceert ook de productie van SMAD1. Ook belangrijk in de ontwikkeling en herstel van de nieren.                                                                     | Chromosoom 20; Locatie: 20q13     |
| BMP8a | Betrokken bij de ontwikkeling van bot en kraakbeen. | Chromosoom 1; Locatie: 1p35–p32   |
| BMP8b | Gevormd in de hippocampus. | Chromosoom 1; Locatie: 1p35–p32   |
| BMP10 | Speelt mogelijk een rol bij de trabeculatie van het embryonale hart. | Chromosoom 2; Locatie: 2p14       |
| BMP11 | Controleert anterieur-posterieure patroonvorming. | Chromosoom 12; Locatie: 12p       |
| BMP15 | Speelt mogelijk een rol bij de ontwikkeling van een oöcyt en ovariële follikel. | Chromosoom X; Locatie: Xp11.22    |

## Geschiedenis
Sinds de tijd van Hippocrates is bekend dat bot een aanzienlijk potentieel heeft voor regeneratie en reparatie. Nicholas Senn, een chirurg aan het Rush Medical College in Chicago, beschreef het nut van antiseptische ontkalkte botimplantaten bij de behandeling van osteomyelitis en bepaalde botafwijkingen. Pierre Lacroix stelde voor dat er een hypothetische substantie, osteogenine (BMP3), zou kunnen zijn die botgroei zou kunnen initiëren.
De biologische basis van botmorfogenese werd aangetoond door Marshall R. Urist. Urist deed de belangrijke ontdekking dat gedemineraliseerde, gevriesdroogde segmenten van bot nieuwe botvorming induceerden wanneer ze werden geïmplanteerd in door incisie gemaakte spierzakjes bij konijnen. Deze ontdekking werd in 1965 door Urist gepubliceerd in Science. Urist stelde de naam "Bone Morphogenetic Protein" voor in de wetenschappelijke literatuur in het Journal of Dental Research in 1971.
Botinductie is een sequentiële cascade met meerdere stappen. De belangrijkste stappen in deze cascade zijn chemotaxis, mitose en celdifferentiatie. Vroege studies door Hari Reddi ontrafelden de reeks gebeurtenissen die betrokken zijn bij botmatrix-geïnduceerde botmorfogenese. Op basis van bovenstaand werk leek het waarschijnlijk dat morfogenen aanwezig waren in de botmatrix. Met behulp van een reeks bioassays voor botvorming werd een systematische studie ondernomen om veronderstelde botmorfogenetische proteïnen te isoleren en te zuiveren.
Een groot struikelblok voor zuivering was de onoplosbaarheid van gedemineraliseerde botmatrix. Om deze hindernis te overwinnen, gebruikten Hari Reddi en Kuber Sampath dissociatieve extractanten, zoals 4M guanidine HCL, 8M ureum of 1% SDS. Het oplosbare extract alleen of de onoplosbare residuen alleen waren niet in staat tot nieuwe botinductie. Dit werk suggereerde dat de optimale osteogene activiteit een synergie vereist tussen oplosbaar extract en het onoplosbare collageensubstraat. Het vertegenwoordigde niet alleen een belangrijke vooruitgang in de richting van de uiteindelijke zuivering van botmorfogenetische proteïnen door het Reddi-laboratorium, maar maakte uiteindelijk ook het klonen van BMP's mogelijk door John Wozney en collega's van het Genetics Institute.